# Miroprofeno
El Miroprofeno es un analgésico y antiinflamatorio no esteroideo, lo que significa que posee actividad antiinflamatoria, antipirética y antiagregante plaquetaria. Químicamente, es un ácido carboxílico que pertenece al grupo de los ácidos fenilpropanoicos.